# إيلي فراح
إيلي فراح هو قسيس ورئيس أساقفة لبناني، ولد في 27 ديسمبر 1909، وتوفي في 22 يوليو 2003.